# Gymnangium ishikawai
Gymnangium ishikawai is een hydroïdpoliep uit de familie Aglaopheniidae. De poliep komt uit het geslacht Gymnangium. Gymnangium ishikawai werd in 1907 voor het eerst wetenschappelijk beschreven door Stechow. 